# Comté du Dauphin
Le comté du Dauphin est un comté américain de l'État de Pennsylvanie. Au recensement de 2020, le comté compte 286 401 habitants. Il a été créé le 4 mars 1785, à partir du comté de Lancaster, et tire son nom du titre donné à l'héritier du trône de France. Le siège du comté se situe à Harrisburg depuis 1812.
Le comté fait partie des quatre comtés qui forment la région métropolitaine de Harrisburg.

## Historique
Le comté fut créé le 4 mars 1785. Il fut nommé Dauphin en l'honneur de Louis-Joseph de France (né le 22 octobre 1781 et décédé le 4 juin 1789), fils aîné du roi de France Louis XVI et de Marie-Antoinette, deuxième enfant du couple royal et premier dauphin avant Louis XVII.

## Démographie
| Groupe            | Comté du Dauphin | Pennsylvanie | États-Unis |
| ----------------- | ---------------- | ------------ | ---------- |
| Blancs            | 61,2             | 73,5         | 58         |
| Latino-Américains | 11               | 8,1          | 19         |
| Afro-Américains   | 17               | 10,5         | 12,1       |
| Asiatiques        | 6                | 3,4          | 6,2        |
| Métis             | 4,3              | 3,3          | 4,1        |
| Autres            | 0,5              | 0,4          | 0,5        |
| Amérindiens       | 0,1              | 0,1          | 0,9        |
| Océano-américains | 0,03             | 0,02         | 0,2        |
| Total             | 100              | 100          | 100        |